# Célula epitelial da tiroide
Célula epitelial da tiroide é um tipo de célula encontrada na tiroide. Elas produzem e secretam tiroxina (T4) e triiodotironina (T3).